# Dvärgbilfisk
Dvärgbilfisk (Carnegiella marthae) är en fiskart som beskrevs av Myers 1927. Dvärgbilfisk ingår i släktet Carnegiella och familjen Gasteropelecidae. Inga underarter finns listade i Catalogue of Life.